# Baron Thomson of Fleet

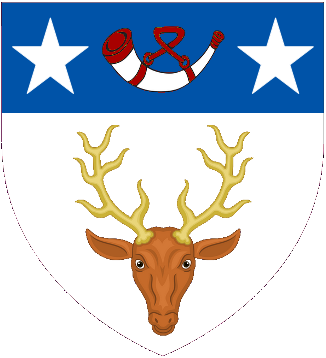
Wappen der Barons Thomson of Fleet

Baron Thomson of Fleet, of Northbridge in the City of Edinburgh, ist ein erblicher britischer Adelstitel in der Peerage of the United Kingdom.
Er wurde am 10. März 1964 für den kanadischen Medienunternehmer Roy Thomson, den Gründer von The Thomson Corporation, geschaffen und bezieht sich auf das damalige britische Pressezentrum Fleet Street in London.

## Liste der Barons Thomson of Fleet (1964)
- Roy Herbert Thomson, 1. Baron Thomson of Fleet (1894–1976)
- Kenneth Roy Thomson, 2. Baron Thomson of Fleet (1923–2006)
- David Kenneth Roy Thomson, 3. Baron Thomson of Fleet (* 1957)

Titelerbe (Heir Apparent) ist der Sohn des derzeitigen Inhabers, Hon. Benjamin Thomson (* 2006).